# EMPRESS (ビー・ザ・ウルフのアルバム)
『EMPRESS』（エンプレス）は、イタリアのハードロックバンド、ビー・ザ・ウルフが2018年に発表したアルバム。

## 解説
ビー・ザ・ウルフのサードアルバムである。タイトルはタロットカードの女帝に由来する。ジャケットは、フェデリコが手がけるヘヴィ・メタルプロジェクト、フローズン・クラウンのヴォーカリストであるジャーダ・エトロの写真を素材にコラージュしたもの。
ファーストアルバム『IMAGO』は個人の内面的な問題や思考を探った内省的なもの、セカンドアルバム『ROUGE』が世界で起こっている問題に焦点を向けていたものであったのに対し、このアルバムは、内側の衝突と外部で起きている問題の両方を探求するものであり、人間が持つ総ての要素をあらわしている。
日本盤限定ボーナストラックの『ALL DAYS I MISSED(Electro version)』は、フェデリコが自分でプログラミングして作り上げたエレクトロニック・ソングである。
全曲、フェデリコが作詞・作曲をし、メンバー全員でアレンジする方式を採っている。

## 収録曲
1. バーン・ミー・アウト - Burn Me Out
2. アクション - Action
3. スタローン - Stallone
4. サウザンド・イヤーズ - Thousand Years
5. ユーアー・マイ・ディーモン・トゥナイト - You're My Demon Tonight
6. オール・デイズ・アイ・ミスト - All Days I Missed
7. ムーヴ・イット - Move It
8. ヒア・アンド・ナウ - Here And Now
9. トリガー・ディシプリン - Trigger Discipline
10. ジャングル・ジュリアII - Jungle Julia II

### ボーナス・トラック（日本盤のみ）
1. オール・デイズ・アイ・ミスト（エレクトロ・ヴァージョン） - All Days I Missed(Electro Version)

## 参加ミュージシャン
- フェデリコ・モンデッリ - (Vo/G)
- マルコ・ヴェルドネ - (B)
- ポール・カネッティ - (Ds)